# Klow-Palast
Der Klow-Palast (ukrainisch Кловський палац, russisch Кловский дворец) ist ein in den 1750er-Jahren im Stil des Barocks errichteter Palast. Seit 2005 ist der Klow-Palast der Sitz des Obersten Gerichts der Ukraine (Верховний Суд України).

## Geschichte
Der von den Architekten Gottfried Schädel, Pjotr Nejolow und Stepan Kownir in den Jahren 1752 bis 1756 an Stelle eines Holzhauses als Gästehaus des Kiewer Höhlenklosters für die Zarenfamilie errichtete jedoch nie von dieser genutzte Palast ist ein Baudenkmal von nationaler Bedeutung des 18. Jahrhunderts.
Das Gebäude auf der Pylypa-Orlyka-Straße (вул. Пилипа Орлика) Nr. 8 beherbergte in seiner langen Geschichte zahlreiche verschiedene Einrichtungen wie die Druckerei des Kiewer Höhlenklosters, ein Lazarett, zwei Schulen und zwei Museen, darunter von 1982 bis 2004 das Museum der Geschichte Kiews.